# Statua equestre di Juan de Oñate
La Statua equestre di Juan de Oñate (in inglese: Equestrian statue of Juan de Oñate; in spagnolo: Estatua de Juan de Oñate) è un monumento equestre dedicato al conquistador spagnolo Juan de Oñate Salazar. L'opera un tempo si trovava ad Alcalde, nel Nuovo Messico, e venne rimossa nel giugno del 2020 durante le proteste per la morte di George Floyd. Si trovava fuori dal Centro del Patrimonio Nazionale del Rio Grande del Nord (fino al 2017 il Centro Visitatori del Monumento a Oñate), un centro di Alcalde dedicato alla promozione dell'eredità ispanica nella regione.

## Storia
La statua alta 3,7 metri fu fusa in bronzo da Reynaldo Rivera e innalzata nel 1994. Il piede destro della statua fu tagliato il 29 dicembre del 1997, poco prima delle commemorazioni del quattrocentesimo anniversario dell'arrivo di Oñate nel Nuovo Messico, nel 1998. Sul posto venne lasciato un bigliettino con la scritta "Quel che è giusto è giusto" (Fair is fair). Il piede fu rifuso, ma una saldatura nel punto dove i due pezzi si univano era ancora visibile. Alcuni commentatori suggerirono di lasciare la scultura mutilata come un memento simbolico al massacro di Acoma, nel quale Juan de Oñate ordinò che venissero amputati i piedi a tutti gli uomini nativi sopra i 25 anni e di sottoporre a 20 anni di servizio personale (una sorta di schiavitù) tutti gli uomini e le donne con più di 15 anni. Un regista locale, Chris Eyre, fu contattato da uno dei due autori del gesto, che disse: "Sono tornato in scena per mostrare alla gente che Oñate e i suoi sostenitori devono vergognarsi." Lo scultore rispose che il piede mozzato "era la natura di una disciplina di 400 anni fa".
Nel 2017, il piede sinistro della statua fu dipinto di rosso e le parole "Ricordate il 1680" (Remember 1680, l'anno della rivolta Pueblo) furono scritte con la vernice sulla base del monumento.
La contea di Rio Arriba rimosse la statua il 15 giugno 2020, dopo che qualche giorno prima era partita una petizione per rimuovere il monumento e che ricordava le violenze crudeli e disumane perpetrate da Juan de Oñate nei confronti dei Pueblo. Sempre in quei giorni venne rimossa un'altra statua del conquistador ad Albuquerque, nota come La Jornada, dopo un tentativo di abbattimento nel quale un manifestante venne colpito da un proiettile sparato da un contromanifestante.